# The Iceman Cometh (téléfilm)
Pour les articles homonymes, voir Iceman.

The Iceman Cometh est un téléfilm réalisé par Sidney Lumet en 1960 d'après une pièce de théâtre écrite par le dramaturge américain Eugene O'Neill en 1939.
Eugene O'Neill a voulu y montrer sa désillusion. Il ne croyait plus aux idéaux américains du succès et d'aspiration. L'histoire suggère que le comportement humain est trop souvent dicté par l'envie, l'amertume et le désir de vengeance.

## Synopsis
L'histoire se passe en 1912, dans le Greenwich Village et en particulier dans le saloon bas de gamme de la ville. Les clients, des alcooliques chroniques, passent leur temps à tenter d'oublier leur existence et à se faire payer des verres. C'est dans cette atmosphère décadente que vont évoluer de nombreux personnages.

## Distribution
- Jason Robards : Theodore Hickey Hickman
- Myron McCormick : Larry Slade
- Tom Pedi : Rocky
- James Broderick : Willie Oban
- Farrell Pelly : Harry Hope
- Robert Redford : Don Parritt
- Ronald Radd : le capitaine
- Roland Winters : le général
- Harrison Dowd : Jimmy Tomorrow
- Michael Strong : Chuck
- Sorrell Booke : Hugo
- Maxwell Glanville : Joe Mott
- Charles White : Pat
- Walter Klavun : Ed Mosher
- Hilda Brawner : Margie
- Julie Bovasso : Pearl
- Herb Voland : Moran
- Joan Copeland : Cora